# Cirolana harfordi
Cirolana harfordi là một loài chân đều trong họ Cirolanidae. Loài này được Lockington miêu tả khoa học năm 1877.